# Ancistrocladus congolensis
Ancistrocladus congolensis är en tvåhjärtbladig växtart som beskrevs av J.Leonard. Ancistrocladus congolensis ingår i släktet Ancistrocladus och familjen Ancistrocladaceae. Inga underarter finns listade i Catalogue of Life.